# Scarritt Building and Arcade
Lo Scarritt Building and Arcade è un edificio storico di Kansas City nello stato del Missouri, negli Stati Uniti d'America. Progettato da Root & Siemens, l'edificio fu completato nel 1907 e inaugurato l'anno successivo. È registrato sul National Register of Historic Places dal 9 marzo 1971.